# Cynometra hankei
Cynometra hankei är en ärtväxtart som beskrevs av Hermann August Theodor Harms. Cynometra hankei ingår i släktet Cynometra, och familjen ärtväxter. IUCN kategoriserar arten globalt som livskraftig. Inga underarter finns listade i Catalogue of Life.